# Eriocaulon soucherei
Eriocaulon soucherei är en gräsväxtart som beskrevs av Harold Norman Moldenke. Eriocaulon soucherei ingår i släktet Eriocaulon och familjen Eriocaulaceae. Inga underarter finns listade i Catalogue of Life.